# كأس الملك السعودي 1986
كأس الملك عام 1986 هو الموسم الثامن والعشرين لمسابقة خروج المغلوب منذ إنشائها في عام 1956. كان الاتفاق هو المُدافع عن لقبه، لكن الطائي اخرجه في دور الثمانية.
فاز النصر بلقبه الرابع بعد تغلبه على الاتحاد 1-0 في النهائي.  كان هذا الكأس لهم الأول منذ عام 1981.
| المستضيف                | النتيجة             | الضيف         |
| ----------------------- | ------------------- | ------------- |
| نادي الاتفاق (السعودية) | 0-4                 | النادي العربي |
| نادي الكوكب             | 7-1                 | نادي الرياض   |
| نادي النصر السعودي      | 0-2                 | نادي الوحدة   |
| نادي أبها               | 0-1                 | النهضة        |
| نادي الاتحاد            | 1-2 ( بعد التمديد ) | الأنصار       |
| نادي الأهلي             | 2-1                 | الطائي        |
| الهلال                  | 1-1 (5-4 رج. )      | القادسية      |
| نادي الشعلة             | 1-1 (6-5 رج. )      | نادي الشباب   |

## الدور ربع النهائي
| المستضيف      | النتيجة          | الضيف        |
| ------------- | ---------------- | ------------ |
| الاتفاق       | 2-1              | الطائي       |
| النصر         | 2-3              | نادي الرياض  |
| نادي القادسية | 0-2              | نادي أبها    |
| نادي الشباب   | 1 - 1 (2-4 رج. ) | نادي الاتحاد |

## نصف النهائي
| المستضيف     | النتيجة | الضيف         |
| ------------ | ------- | ------------- |
| النصر        | 1-2     | الطائي        |
| نادي الاتحاد | 0-1     | نادي القادسية |

## النهائي
لُعبت المباراة النهائية بين النصر والاتحاد في ملعب الأمير فيصل بن فهد بالرياض، ادار اللقاء الحكم السعودي عبدالله الناصر بجواره الحكام المساعدين عبدالرحمن المعثم، عبدالله الرزقان، لعب الاتحاد النهائي العاشر في تاريخه، بينما النصر يلعب في النهائي السابع. وأنتصر النصر في النهائي بعد فوزة بنتيجه هدف مُقابل لا شيء سجله اللاعب يوسف خميس

## أفضل الهدافين
| مرتبة | لاعب        | النادي       | الأهداف |
| ----- | ----------- | ------------ | ------- |
| 1     | محمد السويد | نادي الاتحاد | 3       |
| 1     | جمال محمد   | نادي الاتفاق | 3       |
| 3     | محمد المطرف | نادي الرياض  | 2       |
| 3     | ناصر الحماد | نادي الطائي  | 2       |
| 3     | ناصر الفهد  | نادي النصر   | 2       |